# Comissão Baleeira Internacional

Mapa-múndi com os Estados-membros da Comissão Baleeira Internacional destacados em cor azul.

A Comissão Baleeira Internacional (português europeu) ou Comissão Internacional da Baleia (português brasileiro) (CBI ou CIB; em inglês, International Whaling Commission - IWC) é uma organização internacional instituída pela Convenção Internacional para a Regulação da Actividade Baleeira, firmada em Washington, em 2 de dezembro de 1946, com o propósito de «prever a conservação judiciosa» das baleias e, «por conseguinte, de tornar possível o desenvolvimento ordenado da indústria baleeira».
Desde o final dos anos 1970, porém, os governos que parecem opor-se em grande medida à caça comercial à baleia passaram a ser maioria na comissão. Como resultado, a CBI adotou em 1986 uma moratória à caça comercial, que ainda não foi levantada, e criou em 1994 o «Santuário da Baleia do Oceano Antártico». Com isso, o papel da IBC tem sido questionado, com um grupo antibaleeiro de países que defende a continuação indefinida da moratória e a instituição de novos santuários, e outro grupo pró-baleeiro que propõe o fim da moratória e a volta das cotas anuais.

## Estrutura
A CBI é o único organismo autorizado a agir no âmbito da Convenção Internacional para a Regulação da Actividade Baleeira e a implementar os objetivos económicos e ambientais previstos nesse tratado. No desempenho de suas funções, a comissão revê e revisa periodicamente o Programa (na versão brasileira, Regulamento) da Convenção, controla a prática da caça à baleia ao proteger certas espécies, transformar determinadas regiões em santuários, estabelecer limites ao número e tamanho das baleias caçadas, prescrever estações abertas e fechadas e áreas para a atividade baleeira, bem como métodos e intensidade da caça e tipos de equipamento a ser empregados. Nos termos da convenção, a CBI possui a atribuição de adotar regulamentos para dispor sobre a conservação, o desenvolvimento e a utilização otimizada dos recursos relativos à baleia.
A sede da CBI encontra-se em Impington, Inglaterra e a comissão possui três comitês principais: científico, técnico e de finanças e administração.
A participação na CBI não é restrita aos estados envolvidos na atividade baleeira. O número de membros dobrou desde 2001, com uma média anual de adesões de quase seis Estados por ano no período 2002—2008. Em novembro de 2012 a comissão contava 89 membros.
Tradicionalmente, a CBI se reúne todos os anos, em geral em maio ou junho. As reuniões compõem-se de um representante com poder de voto por Estado-membro, que pode se fazer acompanhar por especialistas e assessores. O regimento interno da comissão permite que estados não membros e organizações internacionais participem das reuniões na qualidade de observadores. As organizações não governamentais que mantenham escritórios em mais de três países também podem participar das reuniões anuais.
A reunião mais recente da Comissão ocorreu em junho de 2012.

## Estados membros
- África do Sul
- Alemanha
- Antígua e Barbuda
- Argentina
- Austrália
- Áustria
- Bélgica
- Belize
- Benim
- Brasil
- Bulgaria
- Camarões
- Cambodja
- Chile
- Chipre
- Colômbia
- Coreia do Sul
- Costa do Marfim
- Costa Rica
- Croácia
- Dinamarca (também por Ilhas Faroé e Gronelândia)
- Dominica
- Equador
- Eritreia
- Eslováquia
- Eslovénia
- Espanha
- Estados Unidos
- Estónia
- Finlândia
- França
- Gabão
- Gâmbia
- Gana
- Granada
- Grécia
- Guatemala
- Guiné
- Guiné-Bissau
- Hungria
- Ilhas Marshall
- Ilhas Salomão
- Índia
- Irlanda
- Islândia
- Israel
- Itália
- Japão
- Kiribati
- Laos
- Lituânia
- Luxemburgo
- Mali
- Marrocos,
- Mauritânia
- México
- Mónaco
- Mongólia
- Nauru
- Nicarágua
- Noruega
- Nova Zelândia
- Omã
- Países Baixos
- Palau,
- Panamá
- Peru
- Polônia
- Portugal
- Quênia
- Reino Unido
- República Checa
- República do Congo
- República Dominicana
- República Popular da China
- Romênia
- Rússia
- São Marinho
- Santa Lúcia
- São Cristóvão e Névis
- São Vicente e Granadinas
- Senegal
- Suécia
- Suíça
- Suriname
- Tanzânia
- Togo
- Tuvalu
- Uruguai